# فندق الشام
فندق الشام هو فندق خمسة نجوم يقع وسط مدينة دمشق في سوريا في شارع ميسلون، يتوسط الفندق المناطق التجارية مثل سوق الصالحية وشارع الحمراء، بالقرب من ساحة يوسف العظمة وعلى بعد دقائق من ساحة المرجة وكذلك دقائق عن محطة الحجاز للقطارات .
يتألف فندق الشام من بناء ضخم يحتل موقع متميز واطلالات على وسط دمشق من عدة اتجاهات، يضم الفندق 400 غرفة ومجموعة اجنحة فندقية واجنحة ملكية وعدد من المطاعم والكافيهات وبار وأماكن للسهر وقاعات للحفلات والمناسبات ومسبح ودار للسينما وقاعات مجهزه على أعلى مستوى للاجتماعات ومجموعة من المحلات التجارية والهدايا .